# Talsperre Quitzdorf
Die Talsperre Quitzdorf ist eine Talsperre im Freistaat Sachsen. Sie befindet sich in der Gemeinde Quitzdorf am See in der Oberlausitz. Der Quitzdorfer See dient der Brauchwasserbereitstellung, dem Hochwasserschutz, der Niedrigwasseraufhöhung, der Erholung und dem Naturschutz. Der Stausee ist flächenmäßig der größte Stausee in Sachsen und war bis zur Flutung der Speicherbecken Lohsa II und Bärwalde das größte Binnengewässer Sachsens. Die Talsperre ist nach dem ICOLD-Kriterium eine „große Talsperre“.

## Beschreibung

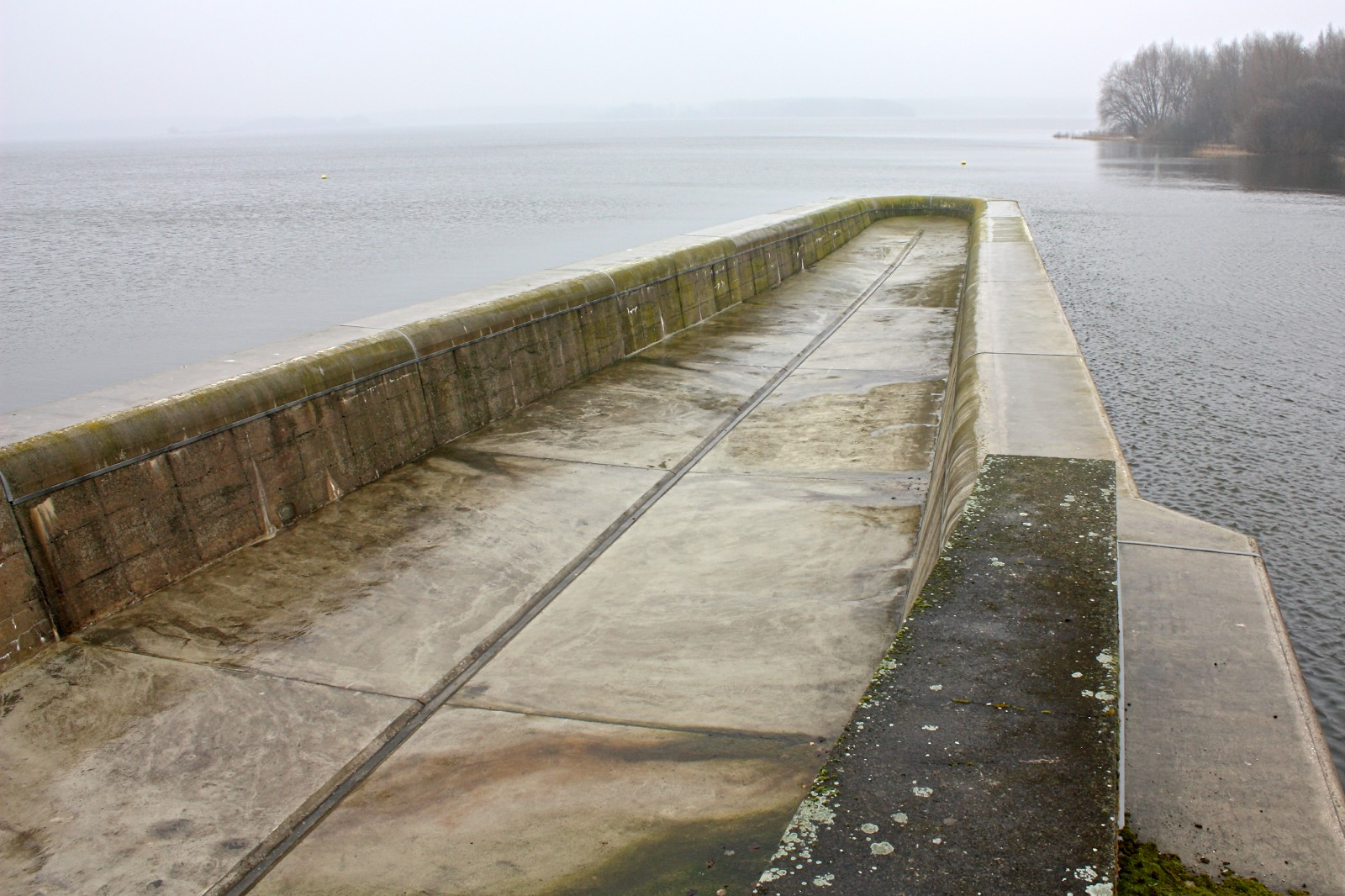
Überlauf der Hochwasserentlastung

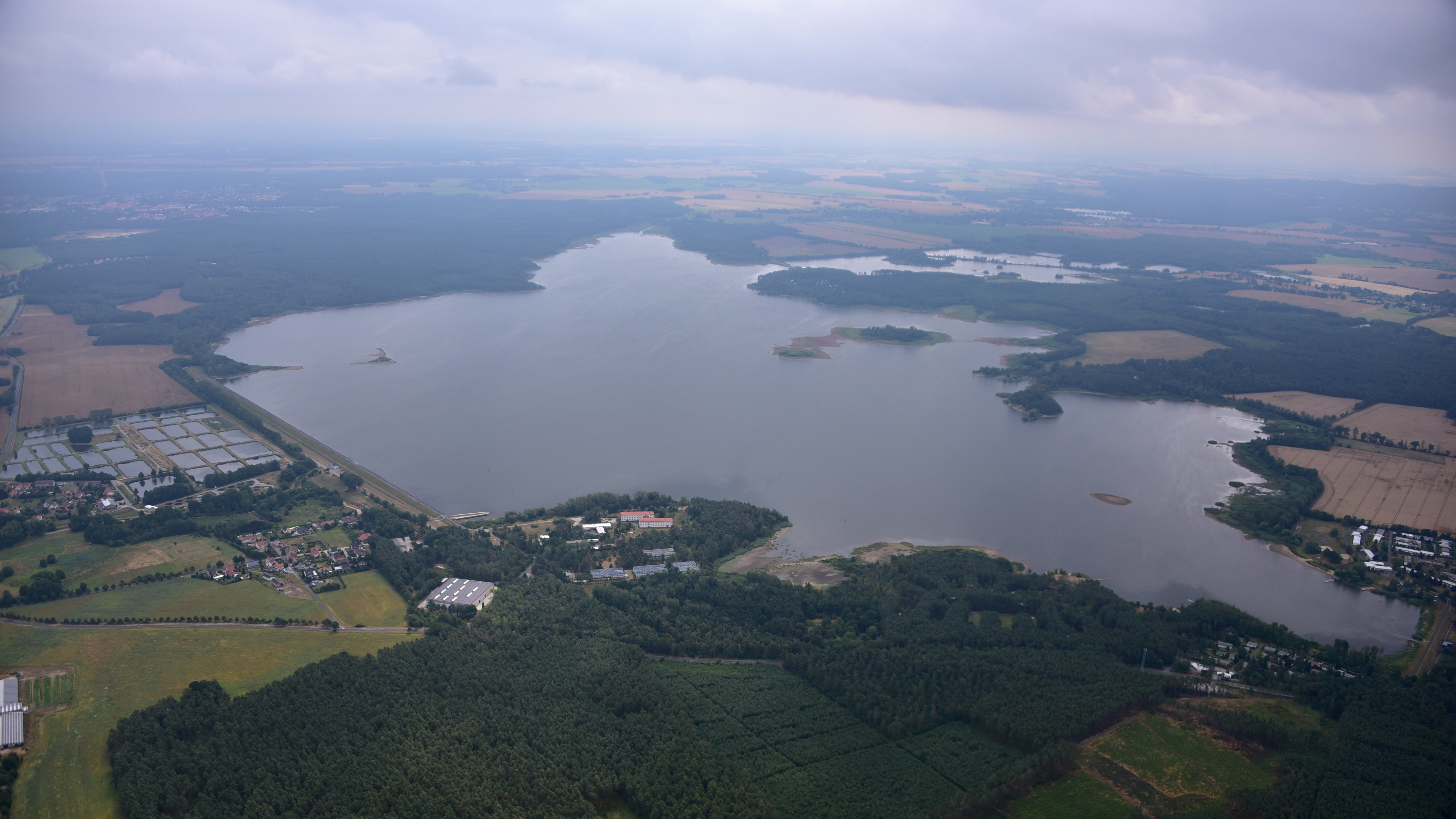
Talsperre Quitzdorf, Luftaufnahme (2019)

Der Staudamm der Talsperre Quitzdorf ist ein gerader Erdschüttdamm aus Kies und Sand mit einer Tonbeton-Kerndichtung. Die Talsperre, in der der Schwarze Schöps angestaut wird, wurde 1965–1972 in der Nähe von Niesky als Kühlwasserreservoir für das Braunkohlenkraftwerk Boxberg erbaut. Die Inbetriebnahme fand 1974 statt. Die Talsperre hat eine Art Vorsperre, den Polder Reichendorf, und einen Seitendamm am Polder Kollm, aus dem das Wasser in die Talsperre gepumpt wird.
An der Stelle des Stausees befand sich bis 1969 das 200 Einwohner zählende Quitzdorf. Daran erinnert die Gemeinde Quitzdorf am See, die 1994 aus dem Zusammenschluss der Gemeinden Kollm und Sproitz hervorging. Der Ort Reichendorf, früher Kaana, musste dem Stausee 1981 weichen.
Der Stausee und sein Ufer werden für Erholungsaktivitäten wie Baden, Angeln, Camping, Segeln und Rudern genutzt. Der Staudamm ist seit 2010 für Fußgänger und Radfahrer tagsüber geöffnet, eine Tafel am Eingang informiert Besucher darüber.
Durch die hohe Nährstoffkonzentration kommt es häufig zu einer verstärkten Bildung von Cyanobakterien (Blaualgen). Der Versuch einer Bekämpfung mit Aluminiumsulfat durch die Landestalsperrenverwaltung Sachsen blieb erfolglos.

## Sanierung

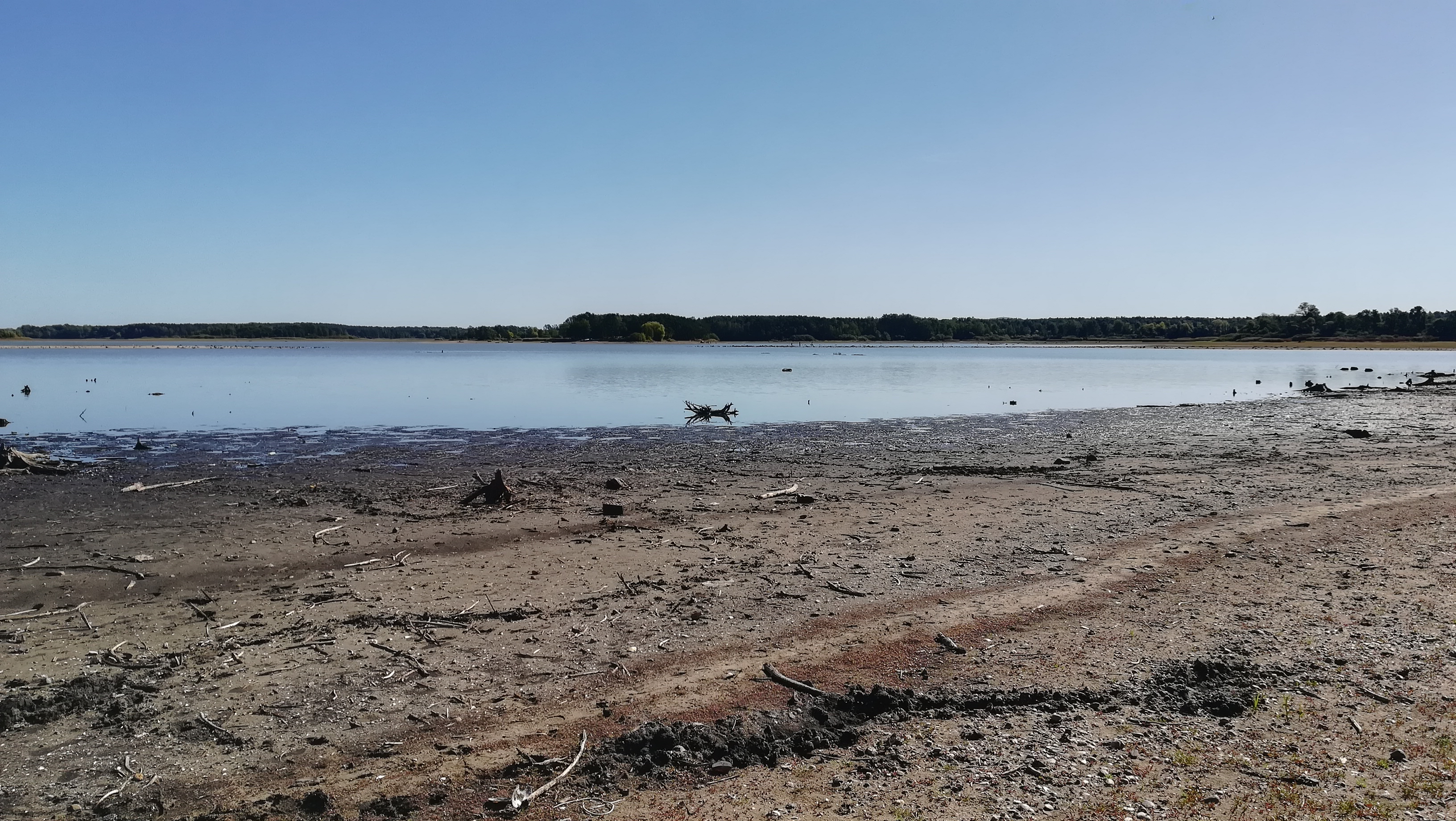
Talsperre Quitzdorf im Zeitraum des Abstauens

Die Staumauer ist als Schwergewichtsmauer ausgebildet. Im April 2019 wurden schwere Schäden an dem Entnahmebauwerk auf der Wasserseite festgestellt. Die Sanierung des Bauwerks begann mit dem ersten Schritt, dem Abstauen, am 24. Juni 2019. Bei abgelassenem Wasser wird auch die Grundsanierung des Stausees geprüft.

## Tourismus
Am See wurden zahlreiche Uferbereiche saniert und Sandstrände angelegt. Es befinden sich zwei Campingplätze am See und zahlreiche Übernachtungsmöglichkeiten. Ufernah ist ein sogenannter Uferrundweg über 17,5 km ausgebaut worden, der durchgehend asphaltiert und autofrei ist.